# Lista dos estados da região Norte do Brasil por IDEB
Lista dos estados da Região Norte do Brasil por IDEB - Índice de Desenvolvimento da Educação Básica. Dados do Instituto Nacional de Estudos e Pesquisas Educacionais Anísio Teixeira dos anos de 2013 a 2023.

## IDEB Geral(Estadual, Pública e Privada)

### Anos Iniciais do Ensino Fundamental
| Posição (2023) | Estado       | IDEB 2013 | IDEB 2015 | IDEB 2017 | IDEB 2019 | IDEB 2021 | IDEB 2023 |
| -------------- | ------------ | --------- | --------- | --------- | --------- | --------- | --------- |
| 1              | Acre         | 5,1       | 5,4       | 5,8       | 5,9       | 5,5       | 5,8       |
| 2              | Amazonas     | 4,7       | 5,2       | 5,4       | 5,5       | 5,4       | 5,7       |
| 3              | Rondônia     | 5,2       | 5,4       | 5,8       | 5,6       | 5,4       | 5,6       |
| 4              | Tocantins    | 5,1       | 5,1       | 5,6       | 5,6       | 5,3       | 5,6       |
| 5              | Roraima      | 5,0       | 5,2       | 5,5       | 5,7       | 5,5       | 5,5       |
| 6              | Pará         | 4,0       | 4,5       | 4,7       | 4,9       | 5,0       | 5,1       |
| 7              | Amapá        | 4,0       | 4,5       | 4,6       | 4,9       | 4,9       | 5,0       |
| Média          | Região Norte | 4,3       | 4,7       | 4,9       | 5,0       | 5,0       | 5,2       |

### Anos Finais do Ensino Fundamental
| Posição (2023) | Estado       | IDEB 2013 | IDEB 2015 | IDEB 2017 | IDEB 2019 | IDEB 2021 | IDEB 2023 |
| -------------- | ------------ | --------- | --------- | --------- | --------- | --------- | --------- |
| 1              | Tocantins    | 3,9       | 4,1       | 4,6       | 4,7       | 4,9       | 4,9       |
| 2              | Acre         | 4,4       | 4,5       | 4,7       | 4,9       | 4,8       | 4,8       |
| 3              | Amazonas     | 3,9       | 4,4       | 4,5       | 4,6       | 4,7       | 4,8       |
| 4              | Rondônia     | 3,9       | 4,2       | 4,9       | 4,9       | 4,9       | 4,8       |
| 5              | Pará         | 3,6       | 3,8       | 3,8       | 4,1       | 4,4       | 4,4       |
| 6              | Amapá        | 3,6       | 3,7       | 3,8       | 4,0       | 4,1       | 4,3       |
| 7              | Roraima      | 3,7       | 3,8       | 4,1       | 4,3       | 4,7       | 4,3       |
| Média          | Região Norte | 3,8       | 4,0       | 4,2       | 4,4       | 4,6       | 4,6       |

### Ensino Médio
| Posição (2023) | Estado       | IDEB 2013 | IDEB 2015 | IDEB 2017 | IDEB 2019 | IDEB 2021 | IDEB 2023 |
| -------------- | ------------ | --------- | --------- | --------- | --------- | --------- | --------- |
| 1              | Pará         | 2,9       | 3,1       | 3,1       | 3,4       | 3,2       | 4,4       |
| 2              | Rondônia     | 3,6       | 3,6       | 4,0       | 4,3       | 4,1       | 4,2       |
| 3              | Tocantins    | 3,3       | 3,4       | 3,8       | 4,0       | 4,2       | 4,2       |
| 4              | Acre         | 3,4       | 3,6       | 3,8       | 3,9       | 4,0       | 4,0       |
| 5              | Amapá        | 3,0       | 3,3       | 3,2       | 3,4       | 3,3       | 3,8       |
| 6              | Amazonas     | 3,2       | 3,7       | 3,5       | 3,6       | 3,7       | 3,8       |
| 7              | Roraima      | 3,4       | 3,6       | 3,5       | 3,9       | 3,9       | 3,5       |
| Média          | Região Norte | 3,1       | 3,3       | 3,3       | 3,6       | 3,5       | 4,2       |

## Rede Estadual

### Anos Iniciais do Ensino Fundamental
| Posição (2023) | Estado       | IDEB 2013 | IDEB 2015 | IDEB 2017 | IDEB 2019 | IDEB 2021 | IDEB 2023 |
| -------------- | ------------ | --------- | --------- | --------- | --------- | --------- | --------- |
| 1              | Tocantins    | 5,1       | 5,0       | 5,8       | 5,8       | 5,5       | 6,2       |
| 2              | Acre         | 5,2       | 5,5       | 6,1       | 6,2       | 5,7       | 6,1       |
| 3              | Amazonas     | 5,1       | 5,5       | 5,8       | 5,8       | 5,9       | 5,9       |
| 4              | Rondônia     | 5,4       | 5,7       | 6,1       | 5,7       | 5,6       | 5,8       |
| 5              | Pará         | 3,6       | 4,2       | 4,5       | 5,0       | 5,0       | 5,7       |
| 6              | Amapá        | 3,8       | 4,4       | 4,5       | 4,8       | 4,6       | 4,8       |
| -              | Roraima      | 4,8       | 5,1       | -         | -         | -         | -         |
| Média          | Região Norte | 4,7       | 5,0       | 5,4       | 5,5       | 5,5       | 5,8       |

### Anos Finais do Ensino Fundamental
| Posição (2023) | Estado       | IDEB 2013 | IDEB 2015 | IDEB 2017 | IDEB 2019 | IDEB 2021 | IDEB 2023 |
| -------------- | ------------ | --------- | --------- | --------- | --------- | --------- | --------- |
| 1              | Amazonas     | 3,9       | 4,4       | 4,6       | 4,6       | 4,8       | 4,8       |
| 2              | Pará         | 3,0       | 3,2       | 3,3       | 3,8       | 4,0       | 4,8       |
| 3              | Acre         | 4,4       | 4,4       | 4,7       | 4,8       | 4,8       | 4,7       |
| 4              | Rondônia     | 3,7       | 4,0       | 4,9       | 4,8       | 4,8       | 4,7       |
| 5              | Tocantins    | 3,7       | 3,8       | 4,4       | 4,4       | 4,7       | 4,7       |
| 6              | Roraima      | 3,5       | 3,7       | 4,0       | 4,1       | 4,6       | 4,2       |
| 7              | Amapá        | 3,4       | 3,5       | 3,5       | 3,8       | 4,0       | 4,1       |
| Média          | Região Norte | 3,6       | 3,9       | 4,2       | 4,3       | 4,5       | 4,7       |

### Ensino Médio
| Posição (2023) | Estado       | IDEB 2013 | IDEB 2015 | IDEB 2017 | IDEB 2019 | IDEB 2021 | IDEB 2023 |
| -------------- | ------------ | --------- | --------- | --------- | --------- | --------- | --------- |
| 1              | Pará         | 2,7       | 3,0       | 2,8       | 3,2       | 3,0       | 4,3       |
| 2              | Tocantins    | 3,2       | 3,3       | 3,7       | 3,9       | 4,1       | 4,1       |
| 3              | Rondônia     | 3,4       | 3,3       | 3,8       | 4,0       | 3,9       | 4,0       |
| 4              | Acre         | 3,3       | 3,5       | 3,6       | 3,7       | 3,9       | 3,9       |
| 5              | Amazonas     | 3,0       | 3,5       | 3,3       | 3,5       | 3,6       | 3,7       |
| 6              | Amapá        | 2,9       | 3,1       | 3,0       | 3,2       | 3,1       | 3,6       |
| 7              | Roraima      | 3,2       | 3,4       | 3,3       | 3,5       | 3,7       | 3,6       |
| Média          | Região Norte | 2,9       | 3,2       | 3,2       | 3,4       | 3,4       | 4.1       |

## Rede Pública(Municipais, Estaduais e Federais)

### Anos Inicias do Ensino Fundamental
| Posição (2023) | Estado       | IDEB 2013 | IDEB 2015 | IDEB 2017 | IDEB 2019 | IDEB 2021 | IDEB 2023 |
| -------------- | ------------ | --------- | --------- | --------- | --------- | --------- | --------- |
| 1              | Acre         | 5,0       | 5,3       | 5,7       | 5,8       | 5,4       | 5,7       |
| 2              | Amazonas     | 4,5       | 5,0       | 5,3       | 5,3       | 5,3       | 5,6       |
| 3              | Rondônia     | 5,1       | 5,3       | 5,7       | 5,5       | 5,3       | 5,5       |
| 4              | Roraima      | 4,8       | 5,1       | 5,4       | 5,5       | 5,3       | 5,4       |
| 5              | Tocantins    | 5,0       | 5,0       | 5,4       | 5,5       | 5,1       | 5,4       |
| 6              | Amapá        | 3,9       | 4,3       | 4,4       | 4,7       | 4,7       | 4,8       |
| 7              | Pará         | 3,8       | 4,3       | 4,5       | 4,7       | 4,8       | 4,8       |
| Média          | Região Norte | 4,3       | 4,7       | 4,9       | 5,0       | 5,0       | 5,2       |

### Anos Finais do Ensino Fundamental
| Posição (2023) | Estado       | IDEB 2013 | IDEB 2015 | IDEB 2017 | IDEB 2019 | IDEB 2021 | IDEB 2023 |
| -------------- | ------------ | --------- | --------- | --------- | --------- | --------- | --------- |
| 1              | Tocantins    | 3,8       | 4,0       | 4,5       | 4,5       | 4,8       | 4,8       |
| 2              | Acre         | 4,3       | 4,4       | 4,6       | 4,8       | 4,7       | 4,7       |
| 3              | Amazonas     | 3,8       | 4,2       | 4,4       | 4,5       | 4,6       | 4,7       |
| 4              | Rondônia     | 3,8       | 4,1       | 4,8       | 4,8       | 4,8       | 4,7       |
| 5              | Pará         | 3,4       | 3,6       | 3,6       | 3,9       | 4,3       | 4,2       |
| 6              | Roraima      | 3,5       | 3,7       | 4,0       | 4,1       | 4,6       | 4,2       |
| 7              | Amapá        | 3,4       | 3,5       | 3,5       | 3,8       | 3,9       | 4,1       |
| Média          | Região Norte | 3,6       | 3,9       | 4,1       | 4,2       | 4,5       | 4,4       |

## Rede Privada

### Anos Iníciais do Ensino Fundamental
| Posição (2023) | Estado       | IDEB 2013 | IDEB 2015 | IDEB 2017 | IDEB 2019 | IDEB 2021 | IDEB 2023 |
| -------------- | ------------ | --------- | --------- | --------- | --------- | --------- | --------- |
| 1              | Acre         | 6,7       | 7,1       | 7,4       | 7,3       | 7,3       | 7,1       |
| 2              | Amazonas     | 6,3       | 6,7       | 7,0       | 7,0       | 7,0       | 7,1       |
| 3              | Tocantins    | 6,7       | 6,7       | 7,3       | 7,1       | 7,1       | 7,0       |
| 4              | Amapá        | 6,1       | 6,4       | 6,8       | 6,9       | 6,7       | 6,9       |
| 5              | Roraima      | 6,8       | 6,8       | 7,1       | 7,2       | 6,8       | 6,9       |
| 6              | Pará         | 5,9       | 6,1       | 6,5       | 6,7       | 6,4       | 6,8       |
| 7              | Rondônia     | 6,5       | 6,8       | 7,2       | 6,8       | 6,7       | 6,7       |
| Média          | Região Norte | 6,1       | 6,4       | 6,8       | 6,8       | 6,6       | 6,9       |

### Anos Finais do Ensino Fundamental
| Posição (2023) | Estado       | IDEB 2013 | IDEB 2015 | IDEB 2017 | IDEB 2019 | IDEB 2021 | IDEB 2023 |
| -------------- | ------------ | --------- | --------- | --------- | --------- | --------- | --------- |
| 1              | Acre         | 5,7       | 5,9       | 6,4       | 6,6       | 6,5       | 6,6       |
| 2              | Tocantins    | 5,9       | 6,1       | 6,4       | 6,3       | 6,3       | 6,3       |
| 3              | Rondônia     | 5,5       | 5,9       | 6,5       | 6,3       | 6,3       | 6,2       |
| 4              | Amapá        | 5,5       | 5,8       | 6,0       | 6,2       | 6,0       | 6,1       |
| 5              | Amazonas     | 5,6       | 6,1       | 6,1       | 6,2       | 6,0       | 6,1       |
| 6              | Roraima      | 5,9       | 6,0       | 6,0       | 6,5       | 6,5       | 5,9       |
| 7              | Pará         | 5,3       | 5,3       | 5,8       | 6,0       | 5,9       | 5,8       |
| Média          | Região Norte | 5,5       | 5,6       | 6,0       | 6,1       | 6,0       | 6,0       |

### Ensino Médio
| Posição (2023) | Estado       | IDEB 2013 | IDEB 2015 | IDEB 2017 | IDEB 2019 | IDEB 2021 | IDEB 2023 |
| -------------- | ------------ | --------- | --------- | --------- | --------- | --------- | --------- |
| 1              | Tocantins    | 5,4       | 5,3       | 5,8       | 6,0       | 6,1       | 5,9       |
| 2              | Acre         | 5,3       | 5,3       | 5,4       | 6,1       | 6,0       | 5,6       |
| 3              | Pará         | 4,9       | 4,0       | 5,5       | 5,9       | 5,4       | 5,5       |
| 4              | Rondônia     | 5,1       | 5,2       | 5,5       | 5,6       | 5,5       | 5,5       |
| 5              | Amapá        | 4,8       | 5,0       | 5,4       | 5,3       | 5,1       | 5,4       |
| 6              | Amazonas     | 5,0       | 5,2       | 5,4       | 5,5       | 5,2       | 5,3       |
| 7              | Roraima      | 5,3       | 5,6       | 5,4       | 6,0       | 5,8       | 5,3       |
| Média          | Região Norte | 5,0       | 4,7       | 5,5       | 5,8       | 5,4       | 5,5       |